# Son de los diablos
Son de los diablos es una danza afroperuana donde disfrazados de diablos, los afroperuanos celebran el Corpus Christi y los carnavales en las zonas de Lima y Cañete.

## Historia
El son de los diablos, desarrollado durante el virreinato del Perú con orígenes en la península ibérica, fue asimilada por afroamericanos. Después de la independencia del Perú, en 1821, los afrodescendientes habitaron en callejones cerca de iglesias y plazas de Lima; lugares donde se realizaban fiestas. Los negros realizaban sus celebraciones formando cuadrillas que danzaban el son de los diablos.
Al inicio la danza acompañaba la fiesta del Corpus Christi y luego pasa a ser una danza del Carnaval. Existen registros de la práctica de la danza durante las fiestas de San Juan en la hacienda Arona de San Luis de Cañete en la década de 1930.
La danza desapareció de las calles limeñas a mediados del siglo XX, y más aún con la prohibición del juego de carnaval en 1958, y la suspensión de los feriados el lunes y martes posteriores al Domingo de carnaval y previos al miércoles de ceniza.
En 1956, el grupo Estampas de Pancho Fierro recreó éste baile como parte de sus presentaciones artísticas en escenarios. Es en 1986 que el Movimiento Negro Francisco Congo rescató ésta tradición cultural y llevó la danza nuevamente a las calles.

## Descripción
Por las acuarelas de Pancho Fierro, pintor del siglo XIX, se conoce como se realizaba dicha danza.
La danza representa al diablo (con máscaras, rabos, tridentes) y salía por las calles como una Comparsa al mando del Caporal. La coreografía incluye pasadas de zapateo y movimientos acrobáticos así como gritos para asustar a los transeúntes. Se acompañaba con guitarras, cajita y quijada de burro.